# Сыромятникова, Мария Фоминична
Мария Фоминична Сыромятникова (5 апреля 1924 — 18 января 2018) — строчильщица Кунгурского кожевенно-обувного комбината. Герой Социалистического Труда (1971).

## Биография
Марина Фоминична Сыромятникова родилась 5 апреля 1924 года в деревне Шадейка (Кунгурский округ, Уральская область). По национальности русская. Была членов КПСС. В 1941 году окончила школу фабрично-заводского ученичества, после чего начала работать на Курганском обувном комбинате. Мария Фоминична работала на этом комбинате в течение 42 лет, за этот период ей было освоено множество профессий. С 1966 по 1970 годы (период восьмой пятилетки) ею было выполнено по 150 % плана за смену.
Указом Президиума Верховного Совета СССР от 5 апреля 1971 года за выдающиеся успехи в досрочном выполнении заданий пятилетнего плана и большой творческий вклад в развитие производства тканей, трикотажа, обуви, швейных изделий и другой продукции лёгкой промышленности Марии Фоминичне Сыромятниковой было присвоено звание Героя Социалистического Труда с вручением ордена Ленина и золотой медали «Серп и Молот».
Помимо трудовой деятельности Мария Фоминична также активно занималась общественной деятельностью, занимала следующие общественные должности: член бюро Кунгурского городского комитета КПСС, член партийного комитета комбината, секретарь партийной организации цеха. В 1976 году она стала делегатом на XXV съезде КПСС. Также ею была написана книга «Лучший показатель — качество». После выхода на пенсию Сыромятникова проживала в Кунгуре.
Скончалась 18 января 2018 года.

## Награды
Мария Фоминична была отмечена следующими наградами и званиями:
- Звание Герой Социалистического Труда (Указ Президиума Верховного Совета СССР от 5 апреля 1971), с вручением следующих наград:
Медаль «Серп и Молот» (5 апреля 1971 — № 14215);
Орден Ленина (5 апреля 1971 — № 412718);
- Орден «Знак Почёта» (9 июня 1966);
- Медаль «В ознаменование 100-летия со дня рождения Владимира Ильича Ленина»;
- также ряд прочих медалей.